# Rayobac
Rayobac fue un banda de post-rock - noise peruano. Se le considera una banda de culto.

## Datos biográficos
Rayobac fue formado a fines del 2000 por Miguel Uza (guitarras), Valentín Yoshimoto (guitarras), Carlos García "Zetangas-Carlangas" (guitarras y osciladores) y Francisco Melgar Wong (batería y voz). La total ausencia de bajista en la banda fue una de sus características, similar a la de otros grupos peruanos como Narcosis o Abrelatas.
Según la entrevista concedida a la revista Interzona, publicada en el n.º 10 (noviembre del 2003), al preguntársele a Uza sobre el nombre de la banda ("¿Y el nombre surge por esa época?"), responde: "No me acuerdo bien, pero me imagino que sí. En realidad fue un proceso bien lento, hasta que cada uno lograra su propia identidad". El nombre de la banda deriva de Ray-O-Vac, marca de pilas y baterías muy populares en los años ochenta.
En el verano del 2001 grabaron en casete un ensayo de 20 minutos con 5 temas que demuestran sus principales influencias: Sonic Youth, Yo La Tengo y Mogwai. Dicha grabación, en la que Melgar cantaba todos los temas, vería la luz 5 años después. Destacan los temas "En Sol" y "Soldado de Plomo".
A mediados del 2001, el baterista Ernesto Pérez "Neto" (ex Textura) entra en reemplazo de Melgar (actual teclista de Manganzoides), pasando Miguel Uza a la voz. Con esta nueva formación son invitados a grabar su versión del tema "Canción para Girar" (popularizado por la animadora infantil Yola Polastri) incluido en el disco compilatorio Tributo a la Niñez (2002).
Durante todo el año 2002 los Rayobac ensayan y componen nuevos temas. Uno de ellos, "Incidental" (considerado como su primer tema propio según lo publicado por la revista Caleta en su n.º 28), fue incluido en el compilado Caleta Finale editado en agosto del 2002. El 7 de diciembre dan un concierto en el local 828 del jirón Cailloma en el Centro de Lima.
Durante dos fechas (7 de febrero y el 6 de marzo) del 2003 dan conciertos en La Noche de Lima del jirón Quilca del Centro de Lima, los que se consideran como sus conciertos más memorables. A mediados del 2003 son invitados a participar en el compilado Contraataque: Tributo Al Rock Subterráneo (1001 Records-Ya Estás Ya Producciones) grabando una versión del tema "La esquina es la misma" del grupo de punk peruano ochentero Zcuela Crrada.
El 25 de abril de 2003 tocan en el festival Audio Transfer Protocol en La Casona de la Universidad Nacional Mayor de San Marcos. En mayo del 2003 participan en el compilado Interzonacd01 del número 9 de la revista Interzona con el tema "S/T". Ese año también participan con el tema "Sin Título" para el triple compilado Mixtape!, editado por el sello Internerds Recors.
Entre agosto y septiembre del 2003, los integrantes de Rayobac graban su álbum debut en el Estudio El Arca. En él también participó el músico y cantante Pablo Goto "Kaboogie", quien era el ejecutivo detrás de Basto Discos, sello que supuestamente editaría el disco, el cual consiste de 13 temas (en su mayoría instrumentales) que principalmente muestran una gran influencia del Sonic Youth en su etapa más noise. El disco vería la luz 4 años después.
El 5 de febrero de 2004, dan un concierto en la Sala Miro Quesada Gardland de la Municipalidad de Miraflores, ya como trío ante la partida del guitarrista Miguel Uza a España. 
El sábado 18 de diciembre de 2004, participan del concierto "Basto Discos Presenta" realizado en el Teatro Julieta, el cual sería su último concierto.
Ya disuelto el grupo, sus grabaciones oficiales recién verían la luz: en marzo del 2005 el ensayo Verano 2001; y en mayo del 2007 su postergado álbum debut, ambos editados por la desaparecida Internerds Recors.
Un video para el tema "Los objetos en el espejo (Se Ven Al Otro Lado)" fue dirigido por Luis M. Hermoza y producido en España en el 2008, y se puede ver a través de Internet.

## Discografía

### Ensayo
- Verano 2001 (Ensayo). (marzo de 2005, Internerds Recors, Nerd.003).

### Álbum
- Rayobac. (mayo de 2007, Internerds Recors, Nerd.015).

### Participación en tributos
- Tributo A La Niñez (2002, Ya Estás Ya Producciones). Rayobac participa con su versión del tema "Canción Para Girar".
- Contrataque: Tributo Al Rock Subterráneo (2003, 1001 Records - Ya Estás Ya Producciones). Rayobac participa con su versión del tema "La Esquina Es La Misma" del grupo punk peruano ochentero Zcuela Crrada.

### Participación en compilatorios
- Caleta Finale (agosto de 2002, Revista Caleta, n.º 28). Rayobac participa con el tema "Incidental".
- Interzonacd01 (mayo de 2003, Revista Interzona, n.º 9). Rayobac participa con el tema "S/T".
- Mixtape! (2004, Internerds Recors, Nerd.001). Rayobac participa con el tema "Sin Título".
- Niño Dopado Mirando El Cielo (octubre de 2005, Buh Records - Revista Autobús, n.º 2). Rayobac participa con el tema "Abstr(acciones)".